# California State University, San Bernardino

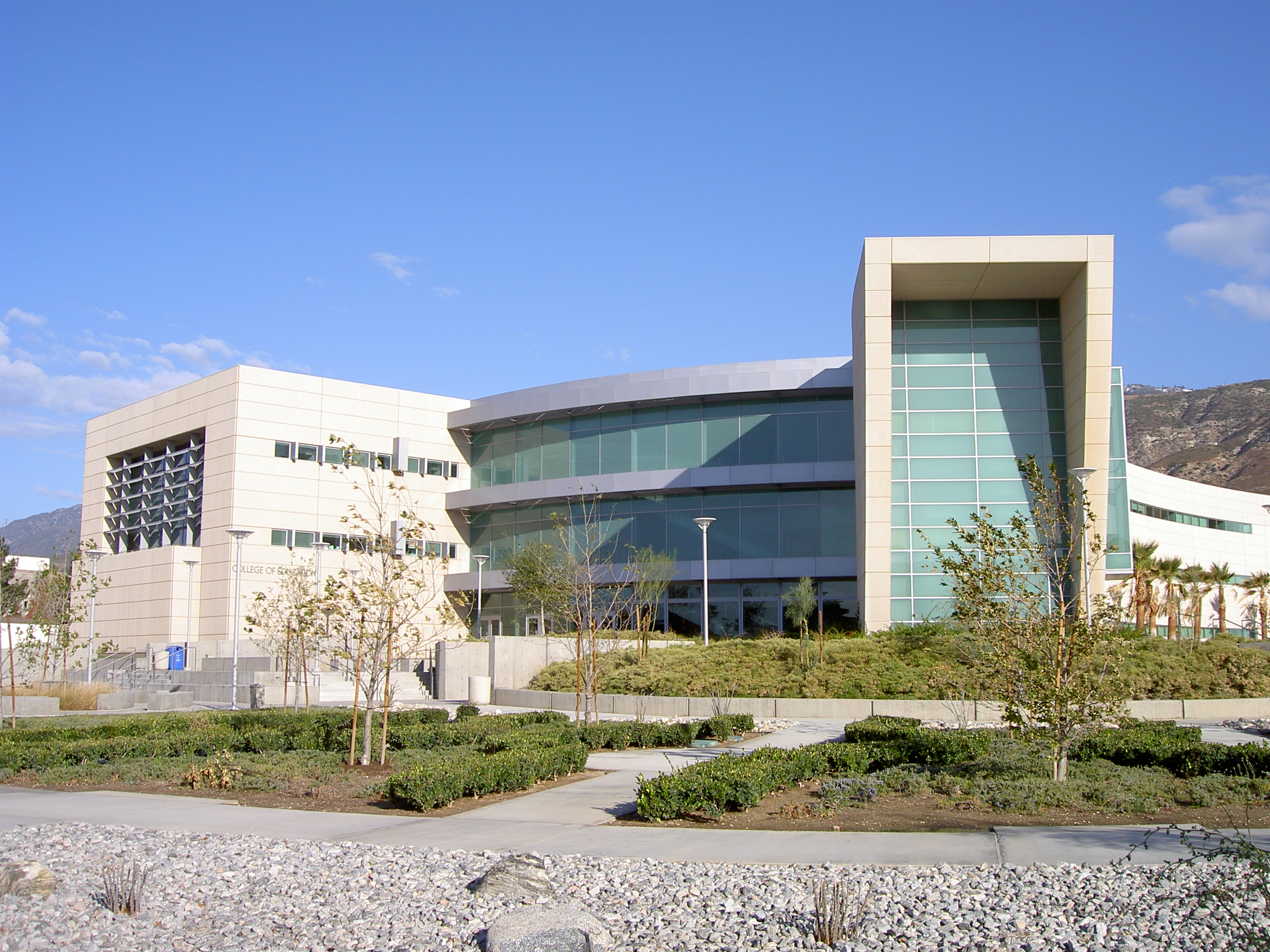
Gebäude der Universität

Die California State University, San Bernardino ist eine staatliche Universität in San Bernardino im US-Bundesstaat Kalifornien und wurde 1965 gegründet. Sie ist Teil des California-State-University-Systems.

## Sport
Die Sportteams der CSU San Bernardino sind die Coyotes. Die Hochschule ist Mitglied in der California Collegiate Athletic Association.